# Laos i olympiska sommarspelen 1980
Laos deltog i de olympiska sommarspelen 1980 med en trupp bestående av 19 deltagare. Ingen av landets deltagare erövrade någon medalj.

## Boxning
Lätt flugvikt
- Singkham Phongprathith
  1. Första omgången — Förlorade mot Pedro Manuel Nieves (Venezuela) efter att domaren stoppade tävlingen i första omgången

Bantamvikt
- Souneat Ouphaphone
  1. Första omgången — Bye
  2. Andra omgången — Förlorade mot Fayez Zaghloul (Syrien) på poäng (5-0)

Fjädervikt
- Takto Youtiya Homrasmy
  1. Första omgången — Bye
  2. Andra omgången — Förlorade mot Winfred Kabunda (Zambia) efter att domaren stoppade tävlingen i första omgången

Lättvikt
- Bounphisith Songkhamphou
  1. Första omgången — Förlorade mot Kazimierz Adach (Polen) efter att domaren stoppade tävlingen i andra omgången

Lätt weltervikt
- Kampanath
  1. Första omgången — Förlorade mot Farez Halabi (Syrien) på poäng (2-3)

## Friidrott
Herrarnas 100 meter
- Soutsakhone Somninhom
  - Heat — 11,69 (→ gick inte vidare)

Herrarnas 200 meter
- Sitthixay Sacpraseuth
  - Heat — 24,28 (→ gick inte vidare)

Herrarnas 800 meter
- Vongdeuane Phongsavanh
  - Heat — 2:05,5  (→ gick inte vidare)

Herrarnas 20 km gång
- Thipsamay Chanthaphone
  - Final — 2:20:22,0 (→ 25:e plats)

Damernas 100 meter
- Seuth Khampa
  - Heat — 14,62 (→ gick inte vidare)

- Boualong Boungnavong
- Panh Khemanith
- Vongdeuane Phongsavanh